# Милонов, Виталий Валентинович

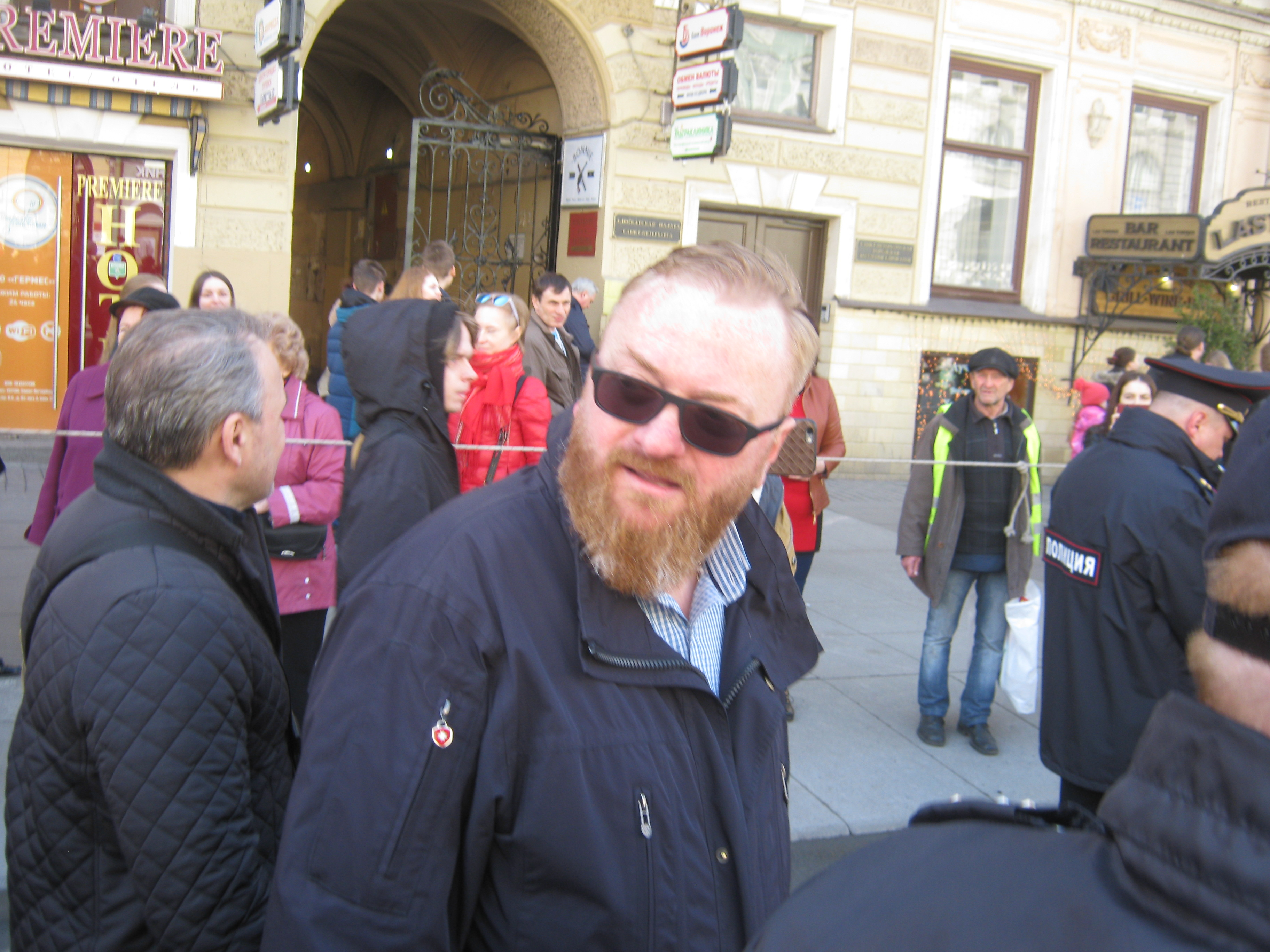
Виталий Милонов на первомайской демонстрации в Санкт-Петербурге, 1 мая 2017 года

Вита́лий Валенти́нович Мило́нов (род. 23 января 1974, Ленинград, РСФСР, СССР) — российский государственный и политический деятель. Депутат Государственной думы VII и VIII созывов, член комитета ГД по международным делам с 5 октября 2016 года от партии «Единая Россия». Депутат Законодательного собрания Санкт-Петербурга IV и V созывов (2007—2016).
Милонов характеризуется некоторыми политическими изданиями как наиболее ярый сторонник ультраконсерватизма в российском парламенте, так как часто высказывается с этих позиций по вопросам морали и нравственности. Широкую известность в мировой прессе он обрёл из-за ряда своих скандальных законодательных инициатив, в особенности из-за закона против пропаганды гомосексуализма и педофилии среди несовершеннолетних в Санкт-Петербурге.
Из-за вторжения России на Украину Милонов находится под международными санкциями Евросоюза, США, Великобритании и ряда других стран.

## Биография

### Ранние годы
Родился 23 января 1974 года в Ленинграде. Отец — Валентин Николаевич Милонов, офицер флота, член КПСС. Мать — учительница начальной школы. Отец большую часть времени он служил за границей, затем в Североморске, снова вдали от семьи. По воспоминаниям Виталия Милонова отец жил с семьёй максимум три недели в году. Старший брат — Александр. Он был на 13 лет старше. В конце 1980-х работал герпетологом в террариуме Ленинградского зоопарка. Во время вторжения России на Украину служил добровольцем в ЛНР. 19 апреля 2025 года СМИ сообщили о его смерти.
По словам Виталия Милонова, его деда по матери звали Фердинанд Карлович Лорх.

### Начало карьеры
В 1991 году окончил среднюю школу. В том же году начал политическую карьеру в Свободной демократической партии России, сопредседателями которой были Марина Салье и Лев Пономарёв. 
С 1994 по 1995 год был помощником депутата Государственной думы первого созыва Виталия Савицкого, избранного в Западном одномандатном избирательном округе № 206 города Санкт-Петербурга. Милонов участвовал в деятельности возглавляемых им христианских демократов, председательствовал в общественной организации «Молодые христианские демократы».
Многие журналисты в своих публикациях ошибочно указывали, что Виталий Милонов являлся общественным помощником депутата Государственной Думы РФ Г. В. Старовойтовой и работал в этом статусе в 1997—1998 годах. Однако, эта информация не соответствует действительности, о чем сказано в официальном заявлении (от 17 мая 2017 года) президента Фонда «Музей Галины Старовойтовой» Ольги Старовойтовой (сестры Галины Старовойтовой), которое размещено на официальном сайте Галины Старовойтовой.
В 1998 году, во втором туре выборов в Законодательное собрание Санкт-Петербурга поддержал В. А. Тюльпанова, став в дальнейшем его помощником. На посвящённом выборам сайте утверждается, что Милонов уже в 20 лет окончил Гавайский Тихоокеанский университет по специальности «политика и экономика» (США) и институт Робера Шумана в Будапеште (Венгрия), однако в дальнейшем в официальной биографии это не упоминалось.
В 2004 году избран депутатом в муниципальном образовании Дачное.
В 2006 году окончил Северо-Западную академию государственной службы по специальности «государственное и муниципальное управление». Позднее он заочно поступил в Православный Свято-Тихоновский гуманитарный университет. Также Милонов обучался в Санкт-Петербургской духовной академии, откуда был отчислен летом 2017 года за неуспеваемость, так как пропустил экзаменационную сессию.

### Законодательное собрание Санкт-Петербурга
В марте 2007 году на выборах в Законодательное собрание Санкт-Петербурга 4 созыва избран депутатом. В заксобрании занимал должность председателя постоянной комиссии по устройству государственной власти, местному самоуправлению и административно-территориальному устройству, был членом бюджетно-финансового комитета. С 2009 года — председатель комитета по законодательству.
В декабре 2011 года на выборах в Законодательное собрание Санкт-Петербурга 5 созыва  избран депутатом. Избирательная кампания сопровождалась скандалами с обвинениями в скрытой агитации, подкупе избирателей и фальсификации выборов. По данным сайта «Держи вора!», кандидату было приписано 7266 голосов.

### Государственная дума
В сентябре 2016 года на выборах в Государственную думу 7 созыва избран депутатом от партии «Единая Россия» по 218 Южному одномандатному избирательному округу города Санкт-Петербурга. Член комитета Государственной думы по международным делам.

## Законотворческая деятельность
С 2016 по 2019 год, в течение исполнения полномочий депутата Государственной думы VII созыва, выступил соавтором 15 законодательных инициатив и поправок к проектам федеральных законов.

## Известные инициативы
Милонов является автором множества законодательных инициатив:

### 2011 год
- Выступил в качестве инициатора закона о запрете кальянов, указав на вред и якобы имеющую место пропаганду наркотиков[32][33].
- Выступил одним из авторов закона об «административной ответственности за пропаганду гомосексуализма и педофилии»[34]. По этой статье безрезультатно пытался привлечь к ответственности Rammstein[35], Мадонну[36] и Леди Гагу[37]. В результате к концу 2012 года по новому закону был привлечён к ответственности лишь один человек за цитирование Фаины Раневской: «Гомосексуализм — это не извращение, извращение — это балет на льду и хоккей на траве»[38].

### 2012 год
- Выступил инициатором запрета фото и видеосъёмки в метро[39][40].
- Выступил против преподавания в школах теории Дарвина, утверждая недоказанность эволюции и происхождение человека по воле бога[41][42]. Также выступил против полового воспитания школьников[43].
- Выступил против присвоения звания почётного гражданина режиссёру Александру Сокурову, обвинив его в создании «богохульного фильма»[44].
- Выступил с инициативой закрыть за безнравственность телеканал MTV[45].
- Предложил создать в Петербурге полицию нравов из казаков и верующих[46][47].
- Выступил с требованием закрыть консультативно-диагностический центр для детей «Ювента», назвав его «фабрикой смерти» и обвинив его в пропаганде гомосексуализма и абортов[48][49].
- Обратился к министру культуры с просьбой проверить оперу Бенджамина Бриттена «Сон в летнюю ночь» в постановке Кристофера Олдена на предмет сцены пропаганды гомосексуализма, педофилии, алкоголя и наркотиков[50][51].
- Выступил с инициативой наделения эмбриона гражданскими правами[52][53]. Законопроект был отклонён[54] и даже назван «бредовым»[55].

### 2013 год
- Инициировал проект постановления об изменениях в федеральный закон «О рекламе», содержащий положения, направленные против микрокредитования. В частности, обязывает кредиторов в рекламе услуг по предоставлению кредита всегда указывать информацию о размере годовой процентной ставки по кредиту. Причиной инициации законопроекта, по словам Милонова, стала существующая в России практика микрокредитования, оборачивающаяся выплатой огромных процентов[56][57].
- Проект нашедшего поддержку среди депутатов Законодательного собрания[58] закона «О качестве и безопасности пищевых продуктов», призванный ограничить в России производство, импорт, оптовую и розничную продажу пищевых продуктов, содержащих трансжиры с их массовой долей в пищевом продукте более чем 2 процента[59][60]. По мнению депутатов, соответствующие изменения в законодательстве помогут в борьбе за здоровье россиян и поспособствуют повышению рождаемости[61].
- Предложил создать конкурс «Россия-видение» как противовес конкурсу «Евровидение», поскольку последний, по его словам, являет собой деградацию «в стиле Олланда»[62][63].
- Предложил повысить налог на прибыль до 30 % для предприятий и организаций, в которых числится не менее 30 % не высококвалифицированных работников-иностранцев и внёс в заксобрание Петербурга соответствующий проект постановления о поправках в Налоговый кодекс России[64][65].
- Внёс инициативу на рассмотрение Законодательного собрания, запрещающую бесплатные аборты без медицинских показаний, оставляя право на это за жертвами изнасилования и больными женщинами[66][67].
- Предложил внести изменение в законы о свободе совести и митингах[68][69], предоставляющее религиозным организациям возможность запретить проведение публичного мероприятия на территориях, непосредственно прилегающих к зданиям, сооружениям и другим объектам, относящимся к недвижимому имуществу религиозного назначения данной организации.
- Создал федеральную инициативу, одобренную Законодательным собранием Петербурга, призванную установить штрафы для коммунальных компаний, нарушающих правила предоставления услуг в сфере ЖКХ[70][71][72].
- Предложил создать условия для переселения бездомных в заброшенные колхозы[73].
- Выступил с инициативой о присвоении историческому символу России — чёрно-жёлто-белому триколору особого статуса с целью его очистки «от экстремистского налёта»[74][75].
- Инициировал внесение изменения в закон «О праздниках и памятных датах в Санкт-Петербурге», устанавливающего 1 августа день памяти воинов, павших в Первой мировой войне[76].

### 2014 год
- Выступил автором законопроекта о размещении в Петербурге площадок для выгула собак[77][78].
- Выступил автором законопроекта, направленного на рассмотрение в Госдуму, согласно которому создание в интернете поддельных аккаунтов с использованием чужих персональных данных может наказываться штрафами от 5000 руб. для физических лиц и до 2 млн рублей для юридических лиц[79][80].
- Инициировал отмену школьных занятий по субботам, ссылаясь на ухудшение здоровья российских школьников в связи с их чрезмерным переутомлением в процессе обучения[81][82].
- Автор законопроекта о запрете проведения в Петербурге конкурсов красоты среди детей до 16 лет, разработанного с целью защиты несовершеннолетних от посягательств на их психическое здоровье[83].
- Инициировал установление 14 июня дня памяти Иоанна Кронштадтского в Петербурге[84][85].
- 31 марта написал обращение министру внутренних дел Владимиру Колокольцеву с предложением создать новое подразделение МВД — «полицию нравов», которое, по словам депутата, должно специализироваться на оказании помощи неблагополучным семьям, заниматься профилактикой подростковой преступности, контролировать граждан, ведущих антисоциальный образ жизни, бороться с проституцией и пропагандой гомосексуальных отношений среди несовершеннолетних, а также противодействовать появлению подпольных игорных заведений[86]. Одновременно он предложил криминализировать ряд статей КоАП и ужесточить Уголовный кодекс[87].
- Обратился к губернатору Георгию Полтавченко с предложением назвать одну из улиц Петербурга именем первого президента Чеченской Республики Ахмата Кадырова.

### 2015 год
- После скандала вокруг танцевального номера «Пчёлки и Винни-пух» разработал поправки в закон «Об образовании в Российской Федерации», согласно которым все танцевальные учреждения должны согласовывать свои программы с районными отделами образования[88].
- Выступил автором законопроекта, запрещающего прогулки в купальниках и с голым торсом в общественных местах Санкт-Петербурга[89].
- Направил обращение к Заместителю председателя правительства РФ Ольге Голодец с просьбой изучить психологический феномен чайлдфри на предмет отклонения от нормы, а также к руководителю генпрокуратуры РФ Юрию Чайке с просьбой проверить публичные призывы к чайлдфри в СМИ и социальных сетях на наличие признаков экстремистской деятельности[90].

### 2016 год
- Комитет по законодательству петербургского Законодательного собрания одобрил инициативу Милонова обязать руководителей всех политических партий и кандидатов в депутаты публиковать сведения о своих доходах, доходах супругов и детей[91].

### 2017 год
- Внёс на рассмотрение проект закона «О правовом регулировании деятельности социальных сетей», вводящий запрет на пользование социальными сетями до исполнения 14 лет, регистрацию в социальных сетях по паспортным данным, запрет распространения в соцсетях скриншотов переписки без разрешения лиц, которые в ней участвовали, а также запрет использовать соцсети для организации митингов и шествий и использование соцсетей бюджетными организациями[92]. Проект вызвал критику со стороны депутатов и интернет-экспертов, обвинивших Милонова в некомпетентности, популизме и стремлении ограничить свободу[93].

## Общественная деятельность
С октября 2013 года Виталий Милонов написал семь заявлений с требованием закрыть интернет-проект «Дети-404», и привлечь его основателя Елену Климову к ответственности «за пропаганду гомосексуализма среди несовершеннолетних». По его предположению, проект финансируется за счёт зарубежных грантов и должен быть признан иностранным агентом. Проект возник в социальных сетях весной 2013 года, в его группах во «ВКонтакте» и в фейсбуке состоят больше полутора десятков тысяч человек, в них подростки-гомосексуалы делятся с товарищами своими соображениями о жизни, отношениях с родителями и одноклассниками. 23 января 2015 года Дзержинский районный суд Нижнего Тагила назначил основательнице проекта Елене Климовой административное наказание в виде штрафа в 50 тысяч рублей (по статье о «пропаганде нетрадиционных сексуальных отношений среди несовершеннолетних»). 21 сентября 2015 года Роскомнадзор, на основании решения Центрального районного суда Барнаула от 7 августа 2015 года 2015 № 2-5816/15, внёс группу «Дети-404. ЛГБТ-подростки» в список запрещённых сайтов и предписал «Вконтакте» удалить страницу в течение трёх рабочих дней. 25 сентября администрация социальной сети «Вконтакте» приняла решение заблокировать страницу сообщества. После чего была создана новая страница, на которую, на день создания, подписалось на тысячу человек больше, чем на заблокированную страницу.
Упоминался в других аналогичных акциях.
В декабре 2013 года Виталий Милонов посетил Украину и провёл акцию в центре Евромайдана с плакатом «Украина, Россия — вместе мы сила!».
18 января 2014 года принял участие в открытии НКО для местных христиан в сербском Косово.
В феврале 2014 года Виталий Милонов направил открытое письмо министру культуры РФ Владимиру Мединскому с требованием запретить концерт украинского коллектива «Океан Ельзи» в Петербурге, который был назначен на 31 марта в Ледовом дворце. Милонов также попросил Мединского внести солиста группы Святослава Вакарчука в «чёрный список» нежелательных для въезда в Россию лиц. Депутат назвал музыканта «активным и непримиримым противником российского государства».
2 марта 2014 года Милонов посетил антивоенный митинг против ввода войск на Украину, в ходе которого неоднократно оскорблял и провоцировал участников акции, в частности, назвал 75-летнего блокадника, активно участвующего в протестных акциях, «фашистом».
10 марта 2014 года, в рамках специального визита петербургских депутатов в Сирийскую Арабскую Республику, Милонов встретился с президентом страны Башаром Асадом.
В воскресенье 16 марта 2014 года Милонов, работавший наблюдателем на референдуме в Крыму, поднял российский триколор над зданием военной прокуратуры украинского Черноморского флота.
В ноябре 2015 года в Купчино Милонов снёс и распилил на мелкие части языческий истукан, поставленный у православной церкви В. Ю. Голяковым (Богумилом), деятелем неоязыческой общины «Схорон Еж Словен». Позже истукан был восстановлен, и Милонов заявил, что снова его снесёт.
Милонов одобрил обвинительный приговор осуждённой за репост видеоролика с голым ребёнком Евгении Чудновец, которая в 2017 году была полностью оправдана. На ток-шоу «Пусть говорят», вышедшем в эфир «Первого канала» 17 ноября 2016 года, Милонов заявил, что Чудновец нарушила закон и поэтому её правильно осудили к реальному сроку лишения свободы.
С февраля 2017 года ведёт на радио «Комсомольская правда» вместе с журналистом Романом Головановым программу «Депутатская прикосновенность».

### Боевые действия на Украине
Начиная с 2014 года, во время активной фазы боев на востоке Украины Милонов оказывал помощь самопровозглашённым республикам ДНР и ЛНР. Утверждал, что служил в составе противотанковой артиллерийской батареи на пушке МТ-12 «Рапира». Позывной — «Густав». 2 июня 2014 был назначен главой представительства ДНР в городе и Ленинградской области.
В марте 2022 года, после начала полномасштабного вторжения России на Украину, Милонов крайне негативно высказался о решении многих отечественных артистов уехать из России, назвав покинувших страну артистов трусами, и предложил лишить их возможности выступать на российской сцене. 16 апреля того же года опубликовал совместную фотографию с приближённым к президенту РФ Владимиру Путину предпринимателем Евгением Пригожиным. На снимке они, облаченные в камуфляж, улыбаются на фоне здания школы № 2 в городе Первомайске Луганской области, занятом российскими войсками.
23 сентября того же года Милонов, спустя два дня после объявления о частичной мобилизации в России, заявил о том, что отправился добровольцем в Донбасс. По собственным словам, Милонов провёл пять месяцев в зоне боевых действий в звании младшего сержанта, будучи артиллеристом. По данным СМИ, за это время Милонов неоднократно покидал зону боевых действий. По данным российской журналистки-расследовательницы Марии Борзуновой, участие Милонова в боях на Донбассе было фиктивным, являлось своего рода пиар-кампанией в поддержку российских войск на Украине.

## Критика
Милонов стал первым депутатом Санкт-Петербурга, отставки которого требуют часть избирателей его округа и горожане, а также ряд деятелей культуры и искусства. По словам организаторов петиции, поводом к этому послужила «целая серия абсурдных инициатив и бредовых выходок», которые, согласно обращению, закрепляют за Петербургом «имидж столицы гомофобии и мракобесия, а также города абсурдных законодательных инициатив». В петиции упоминаются нашумевшие инициативы депутата «О запрете пропаганды гомосексуализма», наделении эмбрионов правами человека, призыв к созданию в Петербурге полиции нравов из казаков и православных дружин и скандал с певицей Мадонной. В ходе сбора подписей на ресурсе «Демократор» за отставку депутата в первые же два дня проголосовало 6 тысяч человек, а после того как количество голосов «за» перевалило за 11 тысяч, была обнаружена накрутка голосов «против» и сбор подписей пришлось приостановить. В частности жители округа Дачное, по которому был избран Милонов, считают, что депутат не справляется со своими обязанностями. Вместо того, чтобы защищать интересы своих избирателей, он пособничает компании «Воин-В» — инвестору, застраивающему квартал высотками, отмечают местные жители. После прошедшего 9 декабря 2012 года митинга против застройки жители квартала 2А и 2Г «Ульянка» выдвинули требования принудительного психиатрического освидетельствования и лишения Милонова статуса депутата. Депутат В. Нотяг, активно участвовавший в борьбе против застройки, задержан при получении взятки.
Глава межрегионального профсоюза работников образования «Учитель» Андрей Демидов, касаясь инициативы депутата тестировать учителей на педофилию, полагает, что Милонов занимается «вредоносной ерундой». «Такие деятели, как Милонов, создают только истерию и угрозу для выполнения учителями своих профессиональных обязанностей, способствуя реальному оттоку из профессии мужчин, которых и так в школе не хватает». В связи с заявлением Милонова в прокуратуру о пропаганде гомосексуализма в выступлении школьников на празднике святого Валентина, депутату было отправлено[когда?]

 открытое письмо от учителей немецкой школы № 605: законодатель «копается в грязном белье и пользуется устаревшими методами эпохи тоталитаризма» вместо того, чтобы помогать школам Петербурга в осуществлении реформы образования. Кроме того, выступая с подобными заявлениями, по мнению авторов послания, Милонов мешает учебному процессу и дискредитирует работу коллектива школы, входящей в десятку лучших в городе. Прокуратура не подтвердила нарушения закона в 605 школе.
В связи с высказыванием Милонова о преподавании теории биологической эволюции в школах, в котором он назвал эволюцию «теорией гуся и порося», координационный комитет Санкт-Петербургского союза учёных выпустил заявление, в котором отметил, что «заявления подобного рода создают далеко не лучшую славу Санкт-Петербургу, имеющему в своем Законодательном собрании таких депутатов, дискредитируют не только партию „Единая Россия“, членом которой является В. Милонов, но и законодательную власть в целом».
Предложение Милонова «отменить гомосексуализм хотя бы до 2015 года» признано «сомнительным достижением в области шоу-бизнеса» и отмечено «наградой» «Серебряная калоша» в 2012 году. Другая подобная награда «Золотая клизма 2012» присуждена ему за «неутомимую пропаганду гомосексуальности» от «Альянса гетеросексуалов за равноправие ЛГБТ». В 2012 году ряд известных деятелей России подписали открытое письмо с просьбой лишить Виталия Милонова депутатского мандата. Под письмом подписались Дима Билан, Филипп Киркоров, Евгений Плющенко, Яна Рудковская, Николай Басков, Валерия, Вячеслав Малафеев, Валерий Сюткин.
26 августа 2013 года, в Санкт-Петербурге из «Музея Власти» были изъяты четыре картины «Радужный Милонов», «Эротические сны Мизулиной», и др, из серии «Правители» (Leaders), художника Константина Алтунина. Полотна изображали первых лиц государства в портретах-травести Владимира Путина и Дмитрия Медведева в женском нижнем белье, сенатора В. Матвиенко, депутата Е. Мизулиной, патриарха Алексия II в наколках. Куратор музея Александр Донской заявил, что накануне В. Милонов посетил музей и указал на наиболее «мерзкие картины», которые потом и изъяли. Музей был опечатан, а картины проверены на предмет нарушения действующего законодательства. Деятельность музея была приостановлена без каких-либо санкций. Художник К. Алтунин, боясь уголовного преследования иммигрировал во Францию.
В январе 2017 года историк-исследователь современного русского православия Николай Митрохин в публицистической статье, опубликованной интернет-изданием Грани.ру, отнёс Милонова к числу «стукачей и провокаторов от православия», чья деятельность «вызывает у большинства активных членов РПЦ уже даже не иронию, а полное отторжение». Митрохин также высказал мнение, что как рядовые православные активисты, так и духовенство и епископат, не поддерживают Милонова и других «подобных миссионеров».

### Экстремизм
Член Совета Федерации от администрации Архангельской области Константин Добрынин обратился к генеральному прокурору Юрию Чайке с просьбой проверить на экстремизм интервью Виталия Милонова интернет-изданию Slon.ru, так как, по его мнению, указанные там заявления депутата с использованием «элементов ненормативной лексики и уголовного жаргона» содержат призывы к геноциду, разжиганию розни и межнациональных конфликтов.
Будучи наблюдателем во время Крымского референдума, Виталий Милонов заявил о том, что в состав Российской Федерации нужно вернуть Харьков, Донецк и Одессу. Также он сообщил о том, что не считает себя антиамериканистом. В марте 2014 года интервью Милонова стало предметом проверки Генеральной прокуратуры на предмет экстремизма в связи с использованием выражений «сумасшедшие козлы», «придурки с мандолинами» в отношении украинцев и «свиньи», «срывающие глотки на деньги Турции», которым он «хотел дать в рыло», в отношении крымских татар. Ген. прокуратура не нашла признаков экстремизма в интервью Милонова.
Шесть депутатов, представляющих в архангельском парламенте фракцию «Единая Россия», обратились к председателю Законодательного собрания Петербурга Вячеславу Макарову с просьбой рекомендовать депутату Виталию Милонову сложить свои депутатские полномочия из-за высказываний в отношении крымскотатарского и украинского народов. В письме со ссылкой на «опыт и мониторинг средств массовой информации» говорится о том, что заявления воспринимаются гражданами как позиция Законодательного собрания, и «в результате под ударом оказывается репутация и городского парламента, и даже города Санкт-Петербурга».
Виталий Милонов демонстративно носил футболку с надписью «Православие или смерть!». Лозунг «Православие или смерть!» изображён на флаге греческого православного монастыря на Афоне — Эсфигмен, однако в России этот лозунг в 2010 году решением Черёмушкинского районного суда Москвы признан экстремистским. За репосты в социальных сетях изображений о депутате Милонове и надписи на его футболке выносились административные приговоры, затем административные дела возбуждались из-за репостов новостей об этих судебных процессах.
В интервью Anews в мае 2019 года рассказал о своём отношении к геям и что с ними нужно делать. По его словам, он считает, что нетрадиционные вещи не надо вытаскивать наизнанку, это дело каждого в рамках частной жизни. Также Виталий Милонов высказался против заявлений пропагандистов о физическом насилии и аресте геев.
В декабре 2021 года Виталию Милонову присудили антипремию за сомнительные достижения в юриспруденции «Малиновая Фемида» за «публичное оскорбление отдельных групп людей (в 2021 году — коллекторов), пользуясь депутатской неприкосновенностью».

## Санкции
В октябре 2020 года Азербайджан запретил Милонову въезд в страну из-за визита в Нагорный Карабах.
В феврале 2022 года Милонов был внесён Польшей в санкционный визовый список: Милонову запрещён въезд на территорию Евросоюза, а также государств Шенгенской зоны.
23 февраля 2022 года внесён в санкционные списки стран Евросоюза за действия и политику, которые подрывают территориальную целостность, суверенитет и независимость Украины и ещё больше дестабилизируют Украину.
24 февраля 2022 года включён в санкционный список Канады «близких соратников режима» за голосование о признании независимости «так называемых республик в Донецке и Луганске».
24 марта 2022 года, на фоне вторжения России на Украину, включён в санкционный список США за «соучастие в войне Путина» и «поддержку усилий Кремля по вторжению в Украину», Госдеп США заявил что депутаты Госдумы используют свои полномочия для преследования инакомыслящих и политических оппонентов, нарушают свободу информации, ограничивают права человека и основные свободы граждан России.
Позднее, по аналогичным основаниям, включён в санкционные списки Великобритании, Швейцарии, Австралии, Японии, Украины и Новой Зеландии.

## Личная жизнь
Женат на Еве Либуркиной, с июня 2008 года по октябрь 2011 года являвшейся членом Санкт-Петербургской избирательной комиссии с правом решающего голоса, куда была выдвинута муниципальным советом МО «Красненькая речка» (избирательной территории Милонова и Валентины Матвиенко). Имеет шестерых детей — дочерей Марфу и Пелагею, сына Николая; приёмных сыновей Петра, Илью и дочь Евдокию. Владеет английским языком.
Отец жены Милонова — Александр Либуркин, поэт и служащий в муниципальном образовании «Красненькая речка», которым его зять руководил с 2005 года. В сентябре 2011 года приобрёл на Кипре двухэтажную виллу площадью около 150 квадратных метров, к 2016 году дом был выставлен на продажу по цене около 182 тыс. евро.
С 1991 года посещал собрания евангельских христиан, а в 1998 году принял православие. Является членом приходского совета церкви святителя Петра митрополита Московского, регулярно участвует в богослужениях.
Является заядлым мотоциклистом, ездит на BMW F800.
16 декабря 2013 года Фонтанка.ру опубликовала статью о том, что петербургский бюджет за проведённую благотворительную деятельность в 2012 году выплатил 9,64 млн рублей благотворительной организации «Православный мир», соучредителями которой являются Виталий Милонов и его супруга Ева Либуркина. Согласно отчётности, на эти средства было куплено 19 280 единиц продуктовых наборов, раздача которых происходила перед парламентскими и президентскими выборами в Красносельском, Кировском и Петроградском районах города осенью 2011 года и в первой половине 2012 года. Однако сама организация «Православный мир», согласно данным УФНС по Петербургу, была зарегистрирована только 5 июня 2012 года, таким образом договор и счёт-фактура датированы задним числом. По словам президента организации и помощника Милонова Алексея Князева, Милонов активно участвует в работе его организации и оказывает ей помощь.

## В массовой культуре
В 2012 году музыкальная группа «Гопота» из Санкт-Петербурга посвятила Милонову сатирическую песню под названием «Милонов». В 2014 году вышла в свет настольная игра «Жизнь депутата Милонова». В 2016 году музыкальная группа «ПОРТ 812» из Санкт-Петербурга посвятила Милонову сатирическую песню под названием «Виталий». Милонов упомянут в песне «Кукушка» с альбома «200 кВт» группы «Слот»: «Мама, я нормальный, не, я не марксист. И не как Милонов — клоун-эксгибиционист».
Милонов сыграл камео в фильме «Майор Гром: Чумной Доктор», премьера которого состоялась в 2021 году. Также сыграл стрельца в новогодней музыкальной комедии «Иван Васильевич меняет всё» (2023).

## Бои

### «Наше дело»
| Соперник        | Дата выхода    | Результат | Прим.   |
| --------------- | -------------- | --------- | ------- |
| Никита Джигурда | 6 октября 2021 | Поражение | [ 192 ] |

## Награды
- Орден Мужества (дата награждения неизвестна)[193].
- Медаль ордена «За заслуги перед Отечеством» II степени (8 сентября 2015 года) — за активную законотворческую деятельность и многолетнюю добросовестную работу[194][195].
- Медаль «За укрепление боевого содружества» (Минобороны России)[196].
- Медаль святого апостола Петра II степени (Санкт-Петербургская и Ладожская епархия РПЦ)[196].
- Благодарность Правительства Российской Федерации (16 декабря 2019 года) — за большой вклад в развитие российского парламентаризма и активную законотворческую деятельность[197].
- Антипремия «Серебряная калоша» 2011 года в номинации «Эгегей, гея бей!»[198].
- Антипремия «Малиновая Фемида» 2021 года за «публичное оскорбление отдельных групп людей, пользуясь депутатской неприкосновенностью»